# IFK Åmål
IFK Åmål är en idrottsförening i Åmål i Sverige, bildad 1908. Klubben bedriver sedan 1999 endast fotboll för herrar och handboll för damer.
I bandy spelade klubben i Sveriges högsta division säsongen 1959, men 1982 lades bandyverksamheten ned på grund av isbrist. 
I fotboll spelade klubben i Sveriges näst högsta division säsongen 1927/1928. 
I innebandy för herrar låg klubben i Sveriges högsta division under tre säsonger. Den sista var säsongen 1994/95 då man slutade sexa i division 1 västra. Samma säsong minskade man antalet högstaserier från fyra till två och IFK Åmål förlorade kvalspelet till dessa nybildade serier. I de tre efterföljande säsongerna låg klubben i serien under den högsta innan man föll ur densamma 1997/98. Efter detta övergick innebandyn i nybildade Åmåls IBK. 
I fotboll för herrar slutade man tvåa i Division 4 Bohuslän/Dal 2007, men förlorade i kvalspelet till Division 3. Som bästa tvåa i regionen fick man ett bud om en friplats i Division 3 då Finlandia/Pallo IF dragit sig ur. 2008 åkte man sedan direkt ur division 3, återvände gjorde man 2011 efter att ha vunnit division 4 Bohuslän/Dal 2010. 2011 hamnade man i mitten i division 3 Nordvästra Götaland för att sedan 2012 vinna samma serie. Det stod i stort sett klart med två omgångar kvar då man ledde serien med sex poäng och 26 måls bättre målskillnad än tvåan. 2013 spelar alltså klubben i division 2. 
I handboll för damer spelar klubben i division 3 Värmland säsongen 2012/13.